# 조지 맥스웰 리처즈
조지 맥스웰 리처즈(영어: George Maxwell Richards, 1931년 12월 1일 ~ 2018년 1월 8일)는 트리니다드 토바고의 정치인이다.

## 대통령
2003년 3월 트리니다드 토바고의 대통령으로 선출되었으며, 2013년 3월에 대통령 임기를 종료하며, 앤서니 카모나에게 대통령직을 넘겨주고 퇴임하였다.

## 같이 보기
- 패트릭 매닝